# Murricia cornuta
Murricia cornuta är en spindelart som beskrevs av Baehr 1993. Murricia cornuta ingår i släktet Murricia och familjen Hersiliidae.
Artens utbredningsområde är Singapore. Inga underarter finns listade i Catalogue of Life.